# Kostel Božského srdce Páně (Liberec)
Kostel Božského Srdce Páně v Liberci je novogotický římskokatolický chrám, vystavěný původně jako klášterní kostel při libereckém klášteře voršilek.  Před rokem 1995 byl kostel zapůjčen k užívání české pravoslavné církvi pro potřeby pravoslavných bohoslužeb jako Chrám Proměnění Páně. Od roku 1987 je kostel spolu s klášterem svaté Voršily zapsán na seznamu kulturních památek.

## Historie

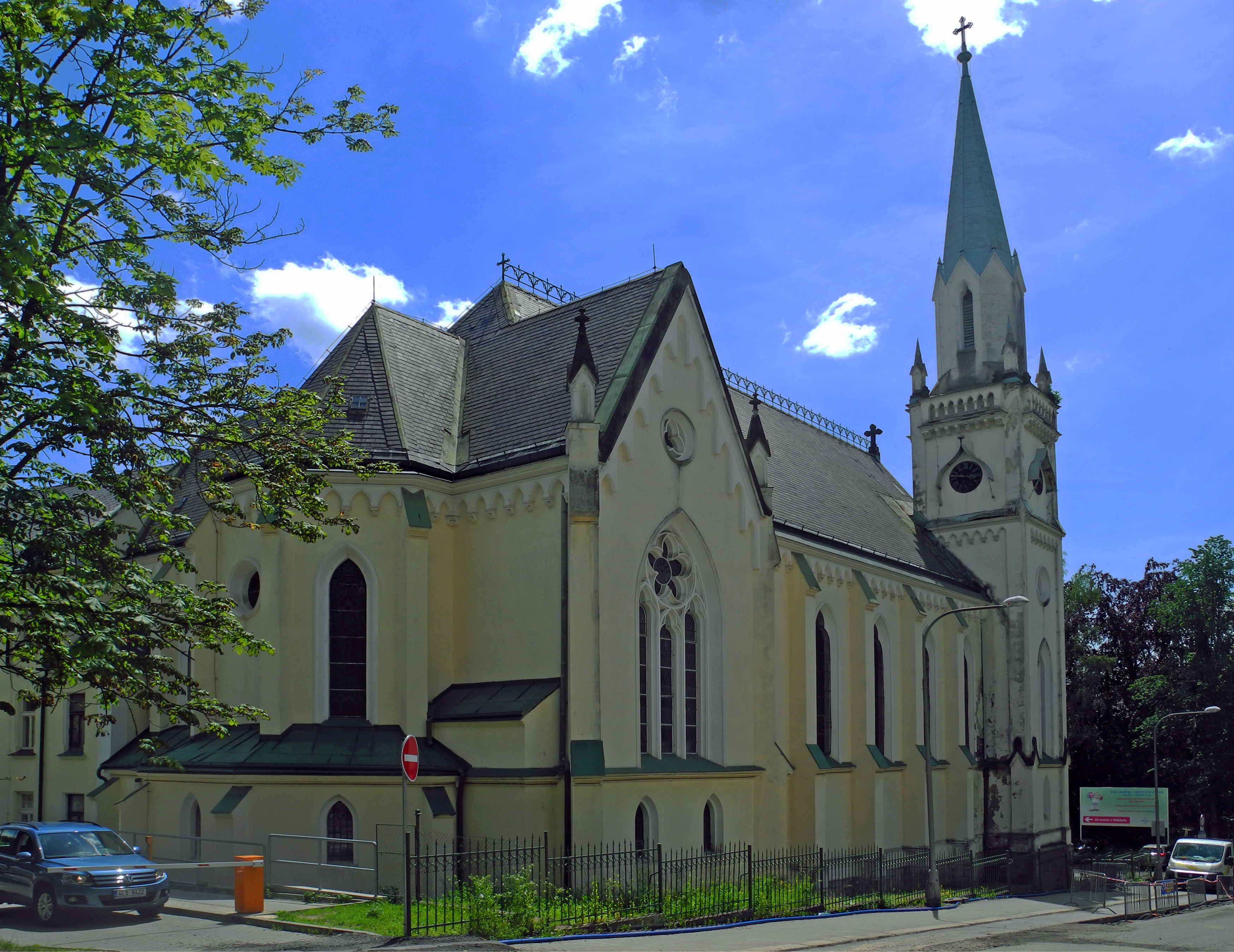
Bok kostela Božského Srdce Páně

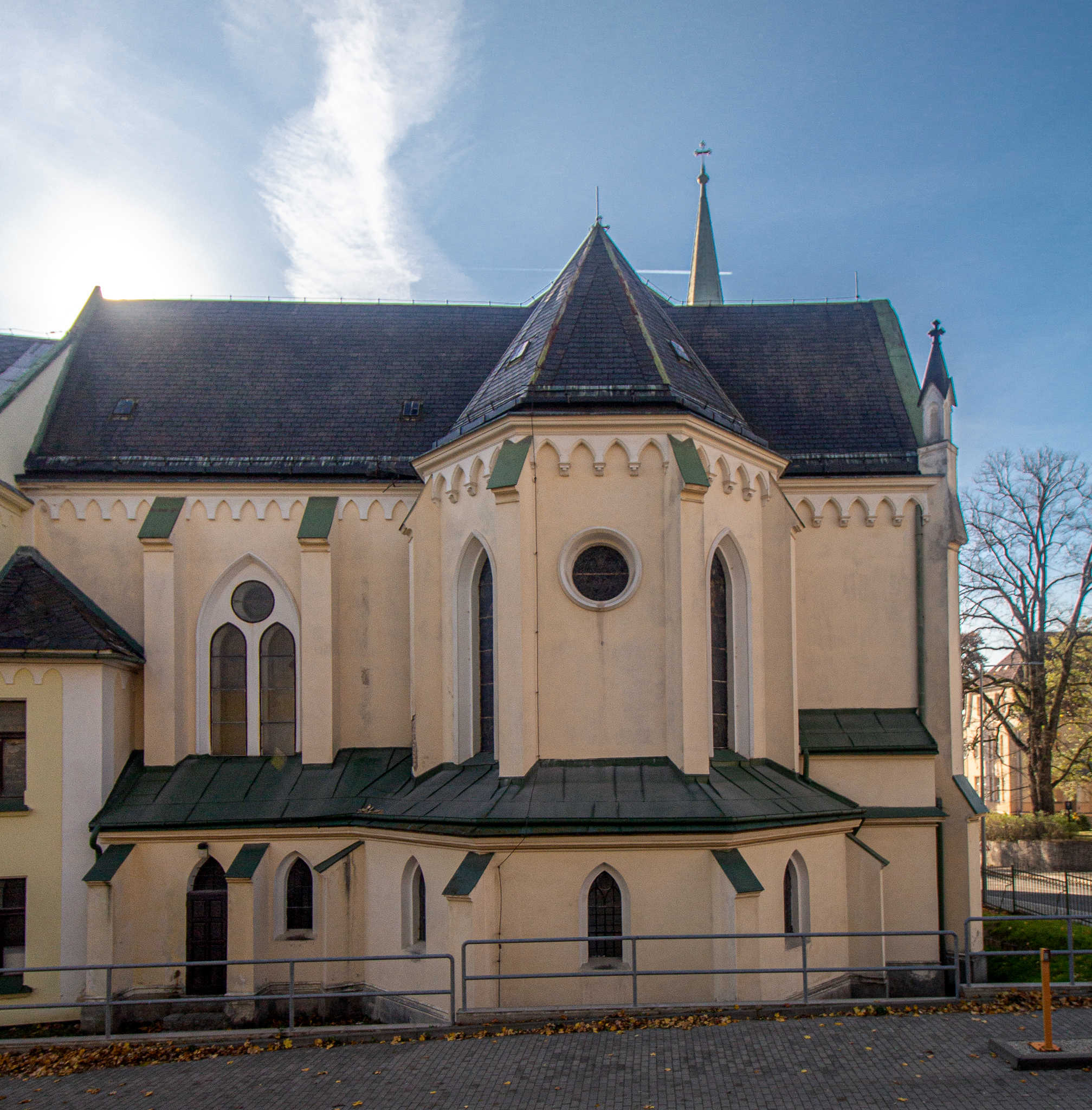
Závěr kostela

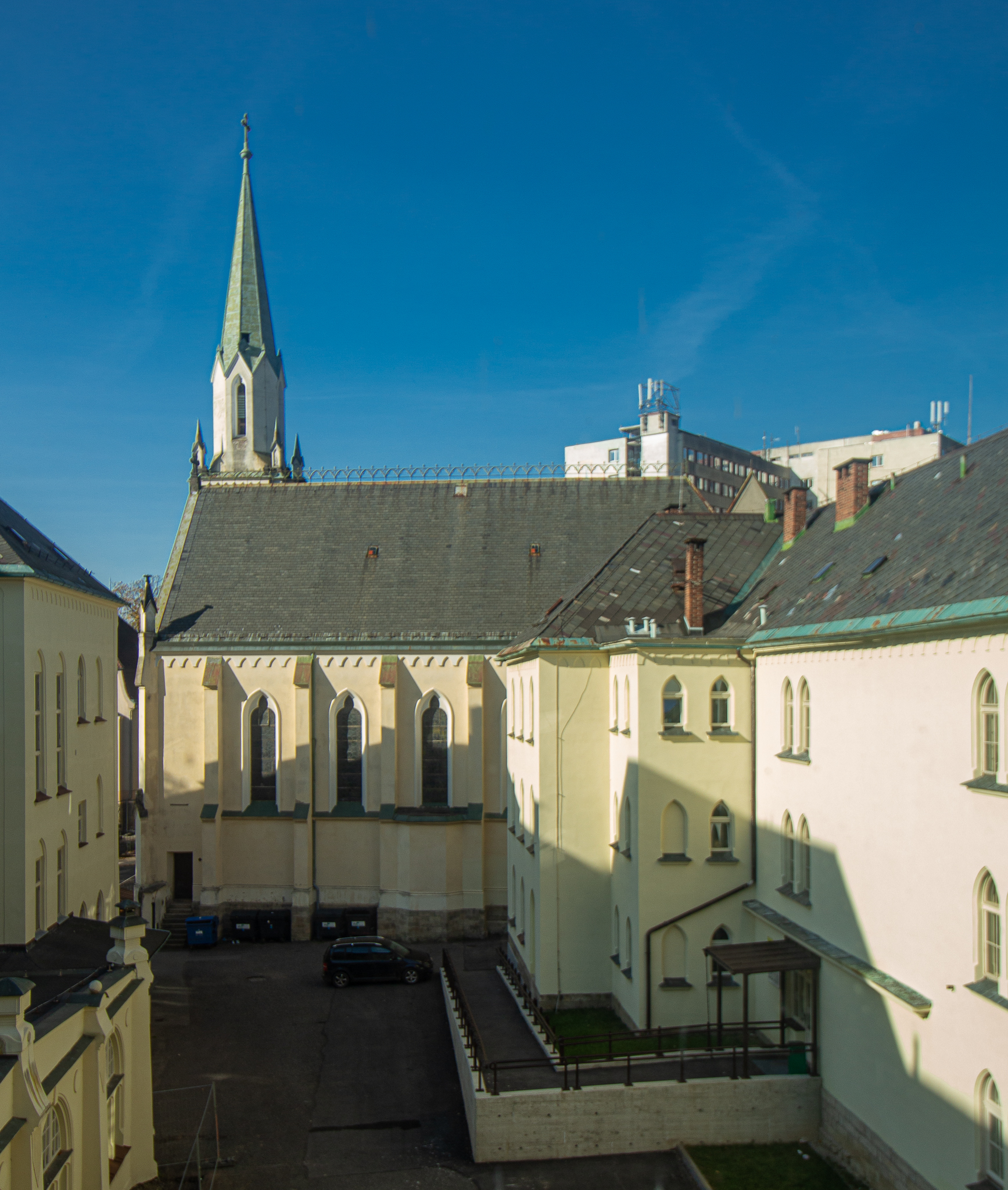
Klášter (poliklinika) a bok kostela

Kostel byl postaven zároveň s bývalým klášterem voršilek v roce 1896. V souladu s posláním školského řádu, provozovaly sestry voršilky mateřskou školu a též doučovaly žáky ze základních škol ve městě. Původní německé osazenstvo kláštery bylo odsunuto v létě 1945 spolu s ostatním německým obyvatelstvem města. České sestry řádu pokračovaly ve stopách svých předchůdkyň až do zrušení kláštera v roce 1950. Po druhé světové válce, sloužila budova kláštera jako poliklinika, jako která funguje dodnes. Budova kostela sloužila jako skladiště. V roce 1990 byl klášter s kostelem navrácen řádu sv. Voršily, které však neměly dostatek prostředků pro náročnou nezbytnou rekonstrukci celého objektu a pravidelné bohoslužby nebyly obnoveny.
Duchovní správci kostela jsou uvedeni na stránce: Římskokatolická farnost – arciděkanství Liberec.
Před rokem 1995 byl kostel zapůjčen na 99 let pravoslavné církvi ke konání bohoslužeb. Po nutných opravách a po adaptaci interiéru v souladu s požadavky pravoslavné liturgie ho od léta 1995 využívá Pravoslavná církev v českých zemích a na Slovensku pod názvem Chrám Proměnění Páně.

## Architektura a dekorace
Architektonicky se jedná o jednolodní chrám zakončený kněžištěm s apsidou o celkové délce přibližně 40 m, orientovaný sever-severovýchodně s pouze naznačeným transeptem (příčnou lodí), netypicky vytvořeným v oblasti kněžiště – tj. za triumfální oblouk. Loď je dlouhá 28 m a je široká přibližně 18 m. Je zaklenutá síťovou žebrovou klenbou. Kněžiště s apsidou má na délku 12 m, na šířku přibližně 8 m. Apsida představuje tři celé stěny oktagonu (osmiúhelníku) s poloměrem opsané kružnice kolem 8 m. V apsidě se dodnes nalézá katolický vyřezávaný oltář Nejsvětějšího srdce Páně. Kněžiště je zaklenuté křížovou žebrovou klenbou s monogramem M (tj. Panna Maria) na klíčovém kameni. Všechny citovány rozměry jsou vnějších obvodů zdí. V severozápadním konci transeptu se nalézá sakristie. Ve směru jihovýchodním je transept prodloužen jako boční hala se samostatným vchodem ze severovýchodu, oddělenou od kněžiště prostou a nezdobenou železnou mříží. Na jihozápadním rohu stavby se nalézá čtvercová zvonice s hodinami se dvěma ciferníky. Vchod do chrámu je z hlavního jihozápadního průčelí. Na kůr s varhany a do zvonice je vchod ze severozápadního rohu lodě kostela. Na jižní (jihovýchodní) stěně, přibližně ve středu lodi je malá apsida bez oken, která představuje tři stěny osmiúhelníku s poloměrem opsané kružnice kolem 4 m. Původně se jednalo o grottu Panny Marie Lurdské. Jeskyně se sochou Bohorodičky se nyní nalézá v západní straně kostelní lodi a apsida je vybavena jako malá kaple s pravoslavnými ikonami, jako celek je též věnovaná sv. Panně.
Původní vybavení katolického kostela zůstalo na místě, pouze většina lavic byla demontována a uskladněna, protože sezení se neshoduje s požadavky pravoslavného ritu, při kterém se většinou stojí. Zaujme oltář Nejsvětějšího srdce Páně a též vitráže v oltářním prostoru a v lodi chrámu. Ve středním kulatém oknu apsidy je zobrazena sv. Trojice. Vitráž severovýchodní stěny apsidy zobrazuje Sv. Augustína jako biskupa, na jihovýchodní stěně je sv. Štěpán, první mučedník pro Krista. Na severní stěně kněžiště je nádherná vitráž Panny Marie s Ježíškem mezi anděly, pod ní je vyobrazen erb rodu von Liebig. Okna v chrámové lodi jsou pět ze severu a pět z jihu. Tři okna na každé straně – první, třetí a páté, zdobí figurální vitráže s vyobrazením svatých, dvě okna – druhé a čtvrté na obou stranách zdobí vitráže zobrazující vinnou révu – symbol Ježíše Krista. Patronka kláštera a celého řádu, sv. Voršila (4.- 5. stol.) je vyobrazena v prvním okně na jižní stěně. Ve středních oknech na jihu (pod sv. králem Ludvíkem 1214 – 1270) a na severu (pod sv. Annou s malou Bohorodičkou), jsou vyobrazeny zakladatelé a hlavní mecenáši kláštera z rodiny baronů von Liebig i s rodinným erbem, pod dalšími okny jsou pouze jména dalších donátorů. První okno na severní straně je věnováno sv. Anděle Mericiové (1474-1540), která roku 1535 založila řád svaté Voršily. Poslední okno pak sv. Janovi Nepomuckému (1345 – 1393), ochránci zpovědního tajemství. Poslední okno na jižní straně je věnováno sv. Aloisovi (1568-1591), který je patronem mládeže a též ochrance proti moru a jiným nákazám. Vitráž na západním průčelí, za varhanami, zobrazuje anděly hrající na hudební nástroje. V prvním patře věže jsou vysoká gotická okna, jako v kostelní lodí, zdobené vitráží s motivem vinné révy.
Na severní a na jižní zdí je zachovaná vyřezávána novogotická Křížová cesta o 14 zastaveních. Jedná se o standardní práce, jakou můžeme vidět v mnoha kostelích z konce 19. a z počátku 20. století.

### Pravoslavná výzdoba

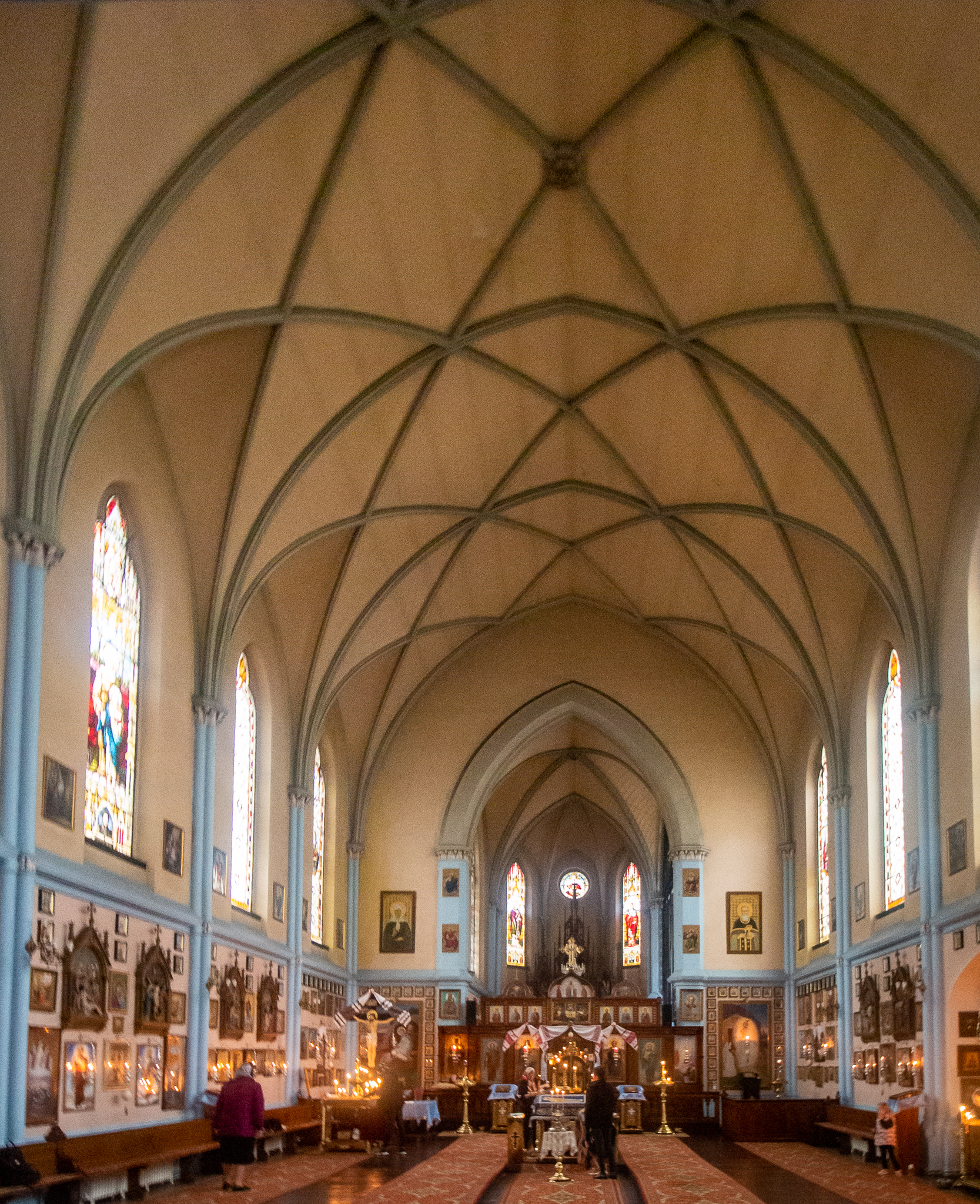
Chrámová loď s pravoslavnou výzdobou

Po 1990 byl postupně do chrámu přivezen pravoslavný mobiliář a dekorace. Za povšimnutí stojí ikonostas, oltářní přehrada, vyrobený v Liberci v letech 1959–1960 a věnovaný Proměnění Páně. Původně stával v libereckém kostele Nalezení sv. Kříže, když tento byl využíván pravoslavnými. Proto je ikonostas širší než je triumfální oblouk kostela Božského srdce Páně a proto je i celý kostel zasvěcen Proměnění Páně. Chrámový svátek připadá na 6. srpna dle gregoriánského kalendáře, ale jelikož zdejší pravoslavná komunita dodržuje juliánský kalendář (tzv. „starý styl“), je chrámový svátek 19. srpna.
Kostel vlastní i rozsáhlou sbírku současných ikon – vytvořených po roce 1950, rozmanitých technik a různé úrovní provedení, malovaných v několika zemích – v Česku, na Ukrajině, v Rusku, v Řecku, v Bulharsku ad. Jsou zde i četné pouze tištěné reprodukce známých a ctěných ikon. Většina je vystavena v hlavní lodí nebo v kněžišti kostela. Zajímavý a vzácný typ je ikona Panny Marie v pozici Oranta (modlicí se s rozpaženýma rukama) a při tom ukazující svůj dívčí pás, symbol věčného panenství. Tato ikona byla namalována v Čechách okolo roku 1960 a nyní jí lze spatřit zavěšenou na varhanách. Za zmínku stojí též množství kostelních olejových lamp a též rozrůstající se sbírka svatých relikvií. Některé jsou vystavené v relikviářích, jiné jsou inkorporované do ikon.

### Související článek
- Klášter voršilek (Liberec)